# Мата-Гранди
Мата-Гранди (порт. Mata Grande)  —  муниципалитет в Бразилии, входит в штат Алагоас. Составная часть мезорегиона Сертан штата Алагоас. Входит в экономико-статистический  микрорегион Серрана-ду-Сертан-Алагоану. Занимает площадь 253 км².